# Bay County Building
El Bay County Building es un edificio gubernamental de estilo art déco ubicado en 515 Center Avenue en Bay City, en el estado de Míchigan (Estados Unidos). Fue incluido en el Registro Nacional de Lugares Históricos en 1982.

## Historia
El Condado de Bay se fundó en 1858. El primer tribunal fue una pequeña estructura de tablillas al pie de Fourth Street en Bay City. En 1867, este se había vuelto demasiado pequeño, y se erigió un nuevo tribunal en este lugar, que se inauguró en 1868. A fines de la década de 1920, sin embargo, el juez Samuel G. Houghton estaba haciendo campaña para un nuevo tribunal. En 1931, los votantes aprobaron, y en 1932 la Junta de Supervisores del condado seleccionó al arquitecto local Joseph C. Goddeyne para diseñar el edificio y a Bay City Stone Company para construirlo. 
El proyecto se inició en 1932 con la limpieza del sitio y la demolición del antiguo palacio de justicia. La piedra angular del nuevo edificio se colocó el 13 de abril de 1933. Este se completó en 1934 y  es aún usado por el condado.

## Descripción
El edificio del condado de Bay es una torre de estilo art déco y estructura de acero de ocho pisos revestida de piedra caliza y granito. La fachada principal tiene un pórtico de entrada en el tramo principal que se proyecta ligeramente con tres puertas profundamente colocadas con un marco art déco clásico. Los muelles se elevan desde la sección inferior ponderada y los niveles superiores retroceden. El tramo central tiene tres ventanas trabeatizadas en simples marcos de metal en cada piso. Los tramos laterales de tres pisos con pilas de ventanas flanquean el centro. Las fachadas laterales son similares, con base pesada y tres pisos arriba con ventanas trabeadas. Los pisos superiores tiene retranqueos. Un lado tiene una entrada.
En el interior, el vestíbulo frontal y el pasillo del primer piso tienen paneles de mármol de borde moldeado que recubren las paredes y un piso de terrazo con bordes de baldosas de colores decorativos. Arriba, una amplia fascia pintada con yeso corre a lo largo de la parte superior. Las salas de audiencias y de circuito tienen paredes de yeso con paneles de madera de roble y un estrado para oradores construido con el mismo roble teñido.